# Giorgio Tucci
Giorgio Tucci (...) è un compositore e pianista italiano.
Nonostante il suo nome sia poco conosciuto, fu uno dei volti più importanti per le colonne sonore di film di genere italiano.
Il nome originale dell'artista è Giorgio Cascio

## Biografia
Esordisce come arrangiatore e compositore della colonna sonora del film Tutto suo padre diretto da Maurizio Lucidi.
Successivamente, firma il brano cult La ballata del trucido, tratta dalla pellicola La banda del trucido di Stelvio Massi.
Nel 1979, assieme a Fabio Frizzi, suo grande amico e collaboratore, compone la colonna sonora di Zombi 2, firmandosi come Giorgio Tucci.
L'ultimo lavoro di Cascio risale al 1980, per il film Prestami tua moglie, sempre affiancato da Frizzi.

## Filmografia
- Tutto suo padre (1976)
- La banda del trucido (1977) (il brano La ballata del trucido)
- Zombi 2 (1979) (assieme a Fabio Frizzi)
- Prestami tua moglie (1980) (assieme a Fabio Frizzi)